# Lijnennetkaart

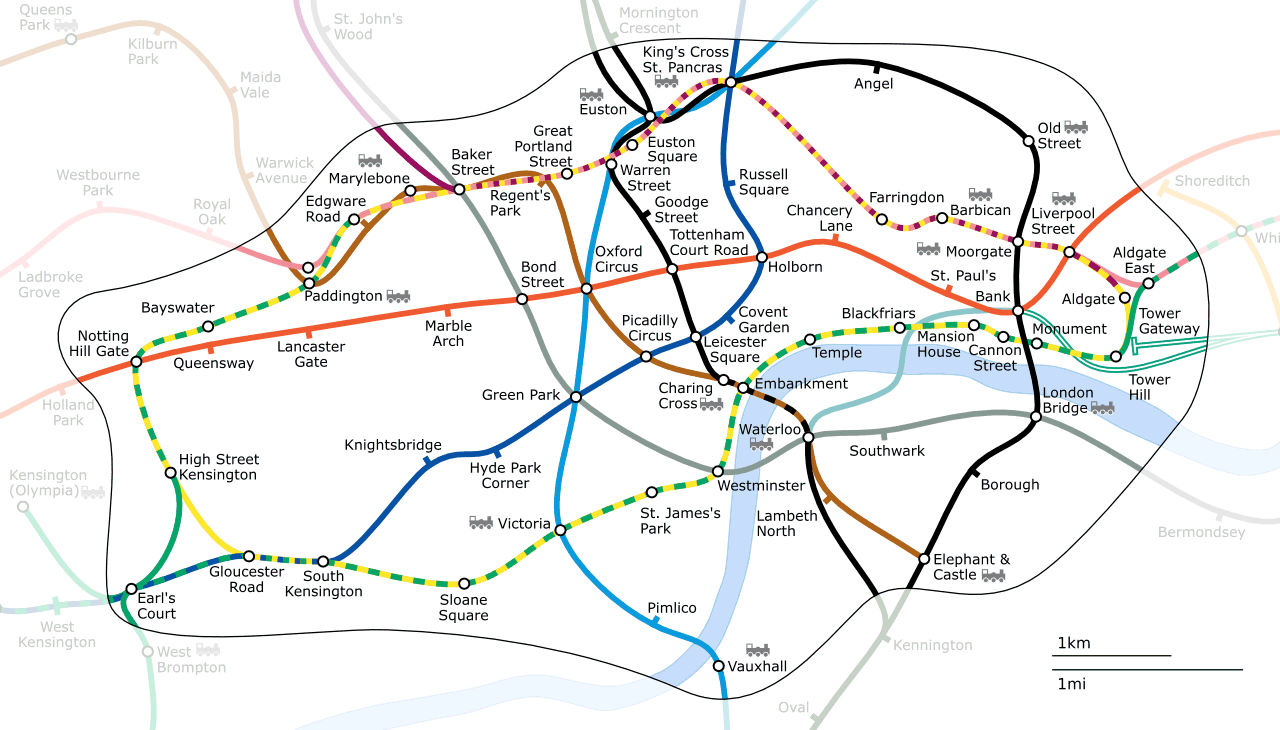
Metro van Londen

Een lijnennetkaart is de naam die meestal wordt gebruikt voor kaarten die op een schematische wijze openbaarvervoernetwerken tonen.
De schematische aanpak om zo'n systeem af te beelden is nodig om de verschillen tussen lijnen duidelijker te maken, teksten op de afbeelding te kunnen toevoegen en de leesbaarheid te vergroten.